# Energizer

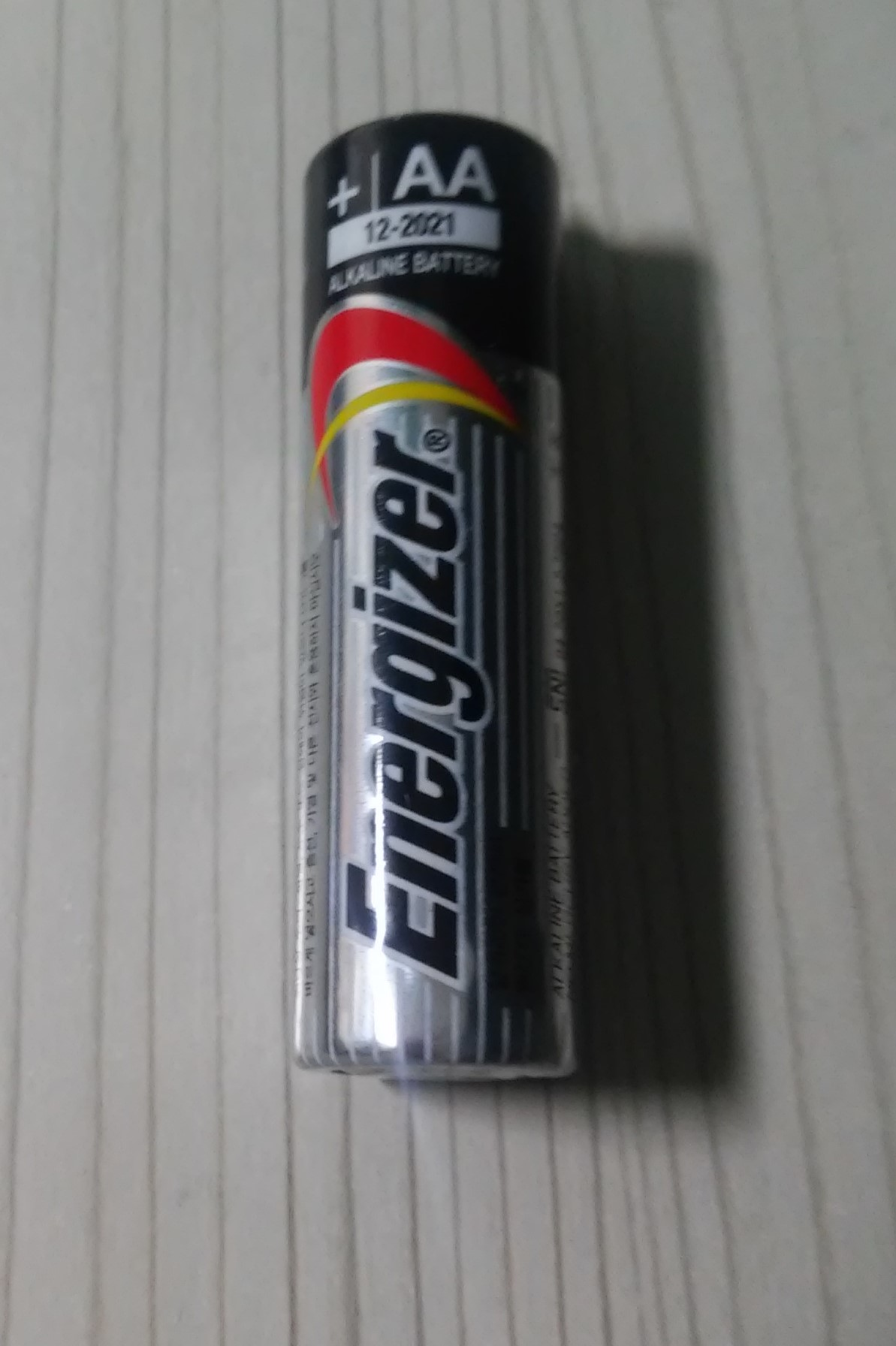
Pilha AA Energizer.

Energizer Holdings (NYSE: ENR) é uma fabricante estadunidense de baterias e produtos para cuidados pessoais, com sede em Town and Country, Missouri. Suas marcas mais conhecidas são as baterias Energizer e Eveready, os produtos para barbear Schick, Wilkinson Sword e Edge, os produtos para bebês e de higiene feminina Playtex e os produtos de proteção solar Hawaiian Tropic e Banana Boat. A empresa vende em mais de 165 países.

## Ligações Externas
- Energizer Holdings